# Gajowice (Wrocław)
Gajowice (niem. Gabitz) – osiedle w południowej części Wrocławia, w dawnej dzielnicy Fabryczna. W granicach miasta od 1868. Graniczy z Przedmieściem Świdnickim, Grabiszynem-Grabiszynkiem, Borkiem, Dworkiem i osiedlem Powstańców Śląskich.

## Nazwa
Pierwsza wzmianka o miejscowości w formie Gay pochodzi z 1193 roku. Nazwa była później notowana także w formach Gay (1204), Gayouice (1209), Goiez (1221), Gayouice (1223), Gay (1245), Gawicz (1256), Gaiowicz, Gaywicz (1360), Gaywicz (1469), Gabitz (ok. 1630), Gabitz (1845), Wrocław-Gajowice – Gabitz (1951).
Pierwotna nazwa Gaj miała charakter topograficzny i wywodziła się od wyrazu pospolitego ‘gaj’ (psł. *gajь), czyli niewielkiego lasu lub grupy drzew dziko rosnących, miejsca pogańskiego kultu. Z czasem przekształcona do postaci Gajowice poprzez dodanie końcówki -owice, nadającej nazwie znaczenia etnicznego i określającej ‘ludzi mieszkających w Gaju’. Następnie zniemczona do Gaywitz, Gabitz.

## Historia
Wieś, wzmiankowana jako własność klasztoru NMP na Piasku już w 1193 pod nazwą Gaj (Gay) i w 1204 jako Gajowice (Gayouice) – ciągnęła się wzdłuż obecnych ulic Wincentego Stysia i Gajowickiej od torów kolejowych do cmentarza przy obecnych ulicach Wróblej i Bernarda Pretficza. O wsi wspomina dokument z roku 1204, w którym Henryk Brodaty m.in. zwolnił posiadłości klasztoru NMP na Piasku od daniny na prawie polskim iure polonico zwanej podworowem. Miejscowość została wymieniona w tym łacińskim dokumencie w formie Gay.
Jeszcze w średniowieczu z Gajowic wydzieliły się Nowa Wieś (przy ulicy Komandorskiej) i Dworek (przy ulicy Oficerskiej). W 1795 miała 715 mieszkańców, szkołę, karczmę i kuźnię. W 1810 w wyniku sekularyzacji przeszła na własność państwa. W 1868 włączona do miasta, liczyła wtedy ponad 2 tysiące mieszkańców.
Według mapy M. Grügera z 1911 roku przed włączeniem do miasta w roku 1868 północno-wschodnia granica wsi sięgała dzisiejszej ulicy Kolejowej, potem biegła wzdłuż Grabiszyńskiej aż do Oporowskiej, w okolicach dzisiejszego stadionu skręcała na południe aż do wiaduktu kolejowej obwodnicy nad al. Hallera. Następnie wzdłuż Hallera i Wiśniowej aż do Ślężnej, gdzie stykała się z Lehmgruben (Glinianki). Ulicą Kamienną granica osiągała Höfchen (Dworek), przez Pretficza, Gajowicką i Kruczą osiągając ul. Zielińskiego, która domykała osiedle od wschodu.
Po wojnie w latach 1960-1970 na obszarze Gajowic zbudowano osiedle mieszkaniowe „Gajowice”.
Współczesne granice osiedla przebiegają ulicami Zaporoską, Gajowicką, al. Hallera i z trzech stron torami kolejowymi, tym samym bardzo różnią się od historycznego obrębu wsi. Obejmują jedynie tereny położone na zachód od ul. Gajowickiej, dawniej głównej ulicy miejscowości, ponadto cała północna część Gajowickiej, od początku lat 80. nazwana imieniem Wincentego Stysia, nie należy dziś do Gajowic.
Gajowic nie należy mylić z osiedlami Gaj (do 1945 Herdain) ani Tarnogaj (do 1945 Dürrgoy), leżących w obrębie byłej dzielnicy Krzyki, nieco dalej na wschód, ani z osiedlem Gajowa w północno-wschodniej okolicy miasta.

## Galeria

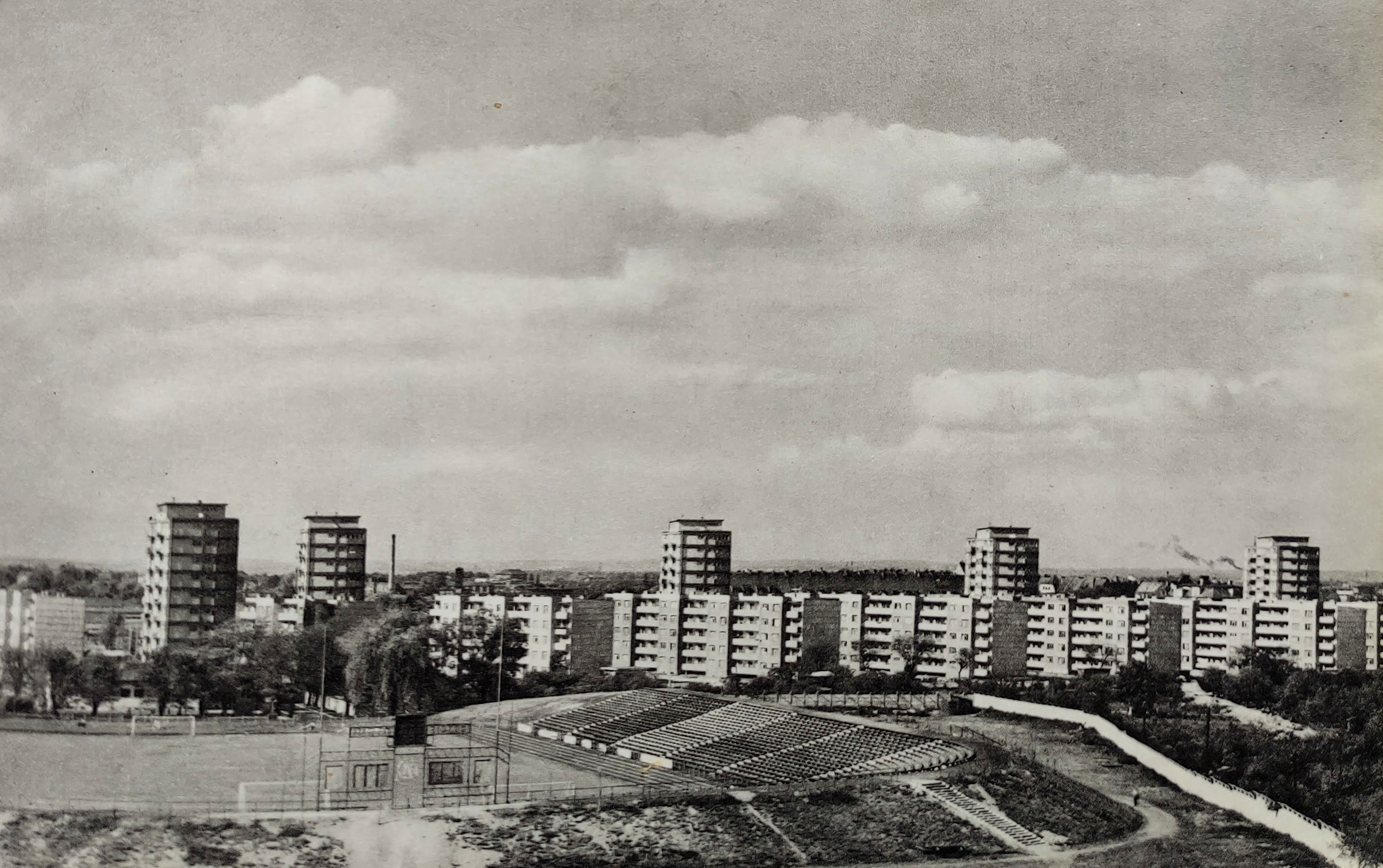
Panorama osiedla w latach 60.
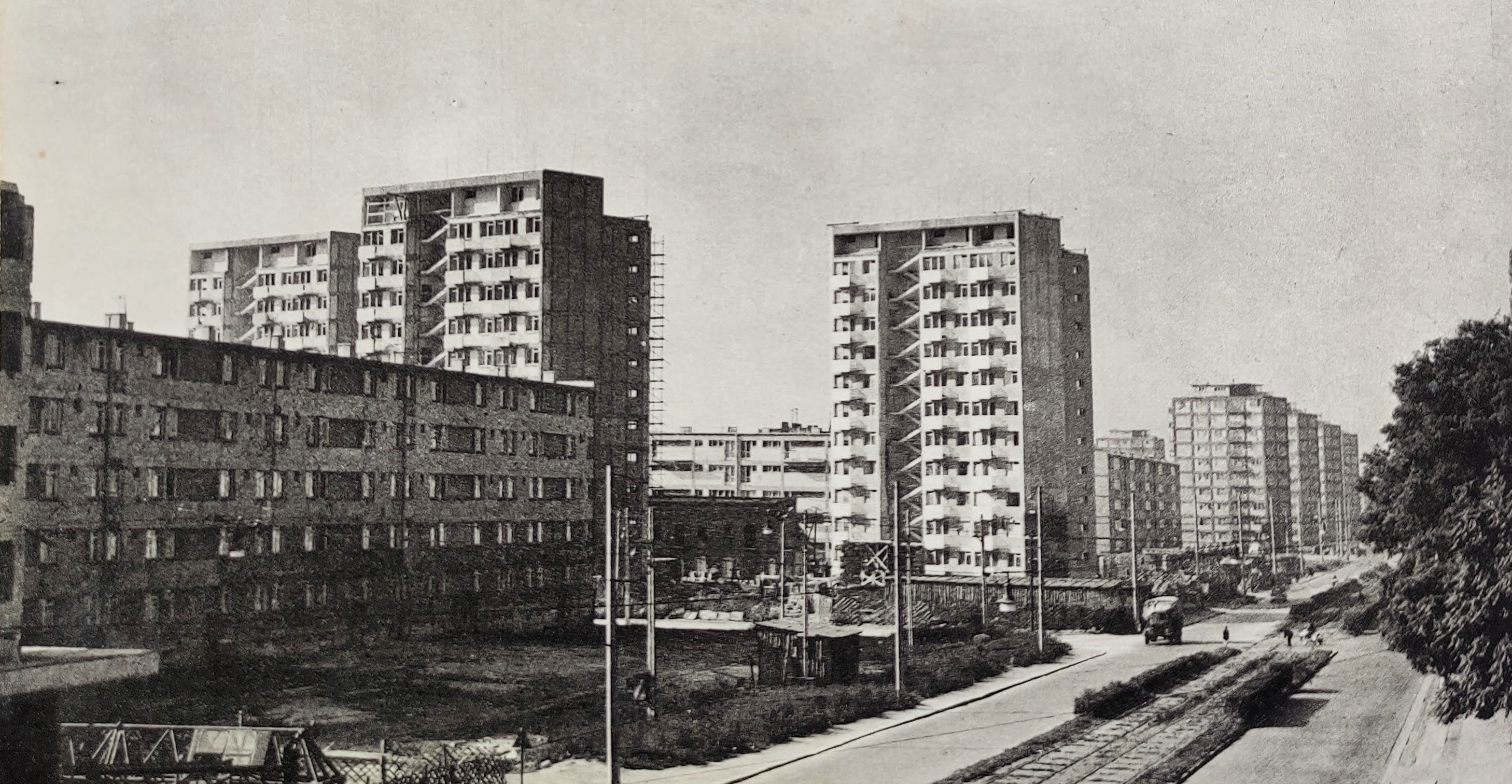
Zabudowa od strony ul. Grabiszyńskiej
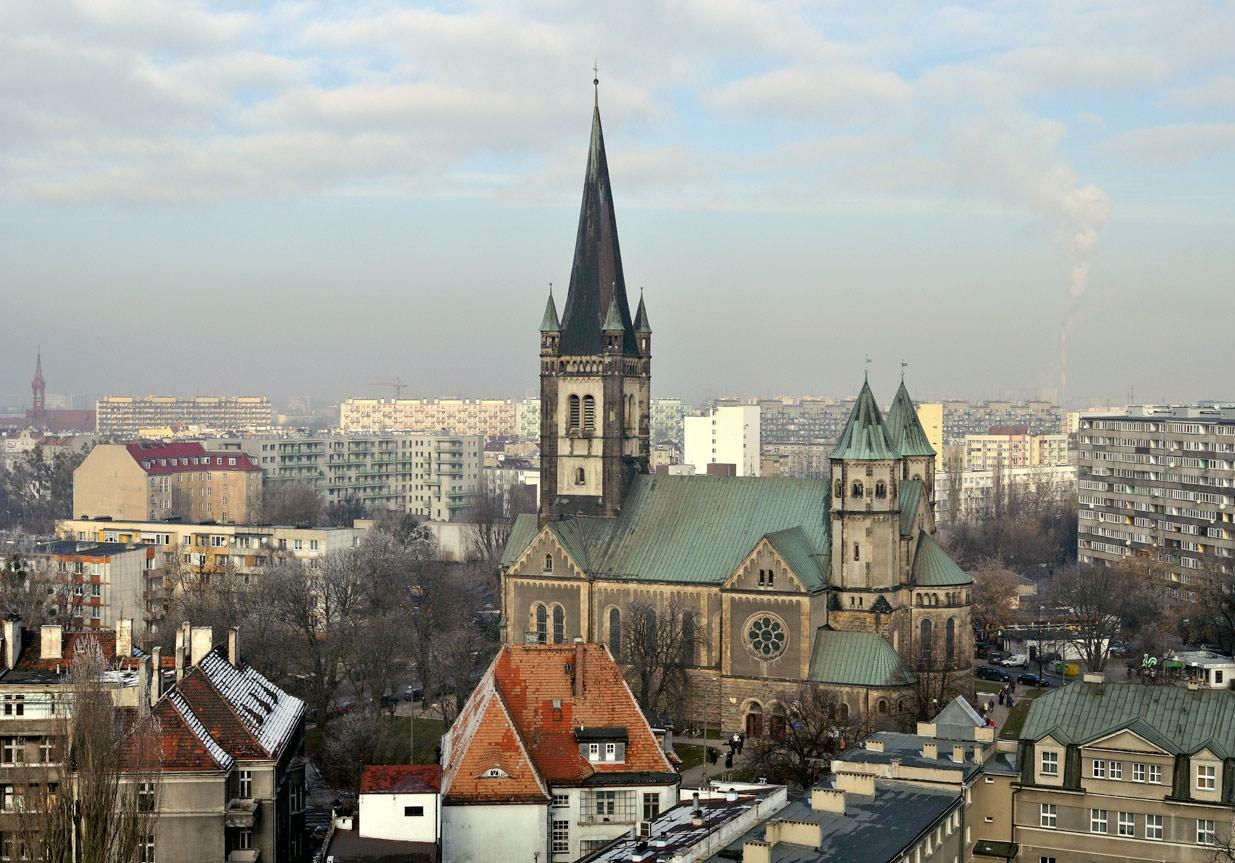
Kościół św. Karola Boromeusza widziany od ul. Gajowickiej
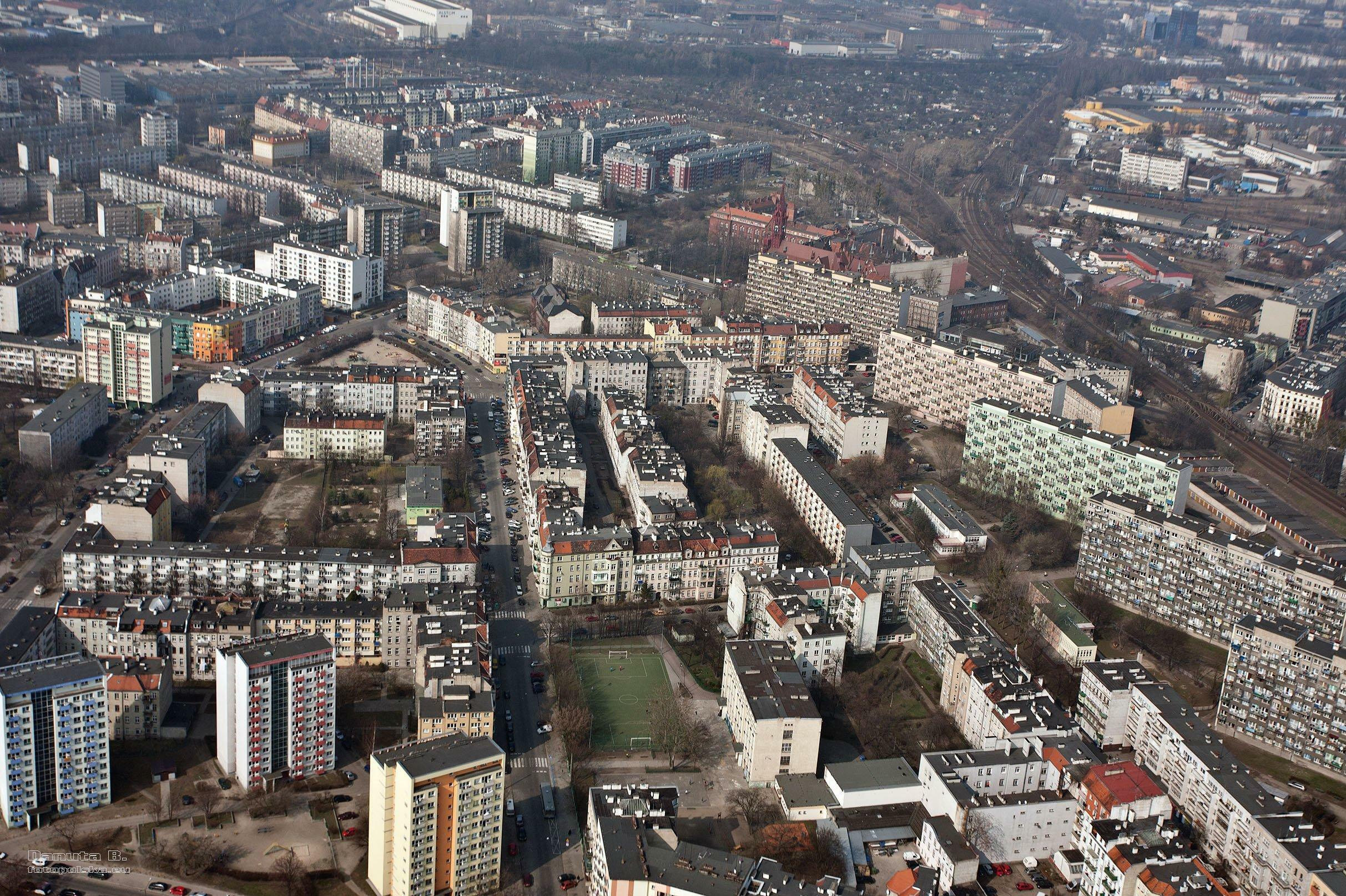
Oś ul. Szczęśliwej z częściowo zachowaną zabudową przedwojenną